# 刘其文
刘其文（1946年10月—），男，河南镇平人，中华人民共和国政治人物。河南省直干部中文专修班毕业，大学专科学历。

## 生平
1966年加入中国共产党。历任共青团河南省委宣传部部长、政研室主任；中共河南省委政策研究室处长、副主任；焦作市委副书记、代市长、市长、市委书记；河南省人民政府秘书长、省长助理等职。2006年1月被补选为河南省政协副主席。